# Stopa okopowa
Stopa okopowa – określenie zespołu objawów dotyczących puchnięcia oraz odmrożenia stóp, szczególnie u żołnierzy, spowodowana długotrwałym uciskiem stóp przez buty oraz długotrwałą ekspozycją na obniżoną temperaturę bądź wilgotne lub mokre środowisko.
W przeciwieństwie do odmrożeń, stopa okopowa nie wymaga temperatur zamarzania. Może wystąpić w temperaturach do 16 °C i w ciągu zaledwie 13 godzin. Narażenie na te warunki środowiskowe powoduje pogorszenie i zniszczenie naczyń włosowatych i prowadzi do uszkodzenia otaczającej tkanki mięśniowej.
Nadmierne pocenie się przyjmuje się za przyczynę współistniejącą. Niehigieniczne, zimne i wilgotne warunki mogą również powodować stopę okopową.
Stopie okopowej można zapobiec, utrzymując stopy w czystości, cieple i suchości.

## Znaki i objawy

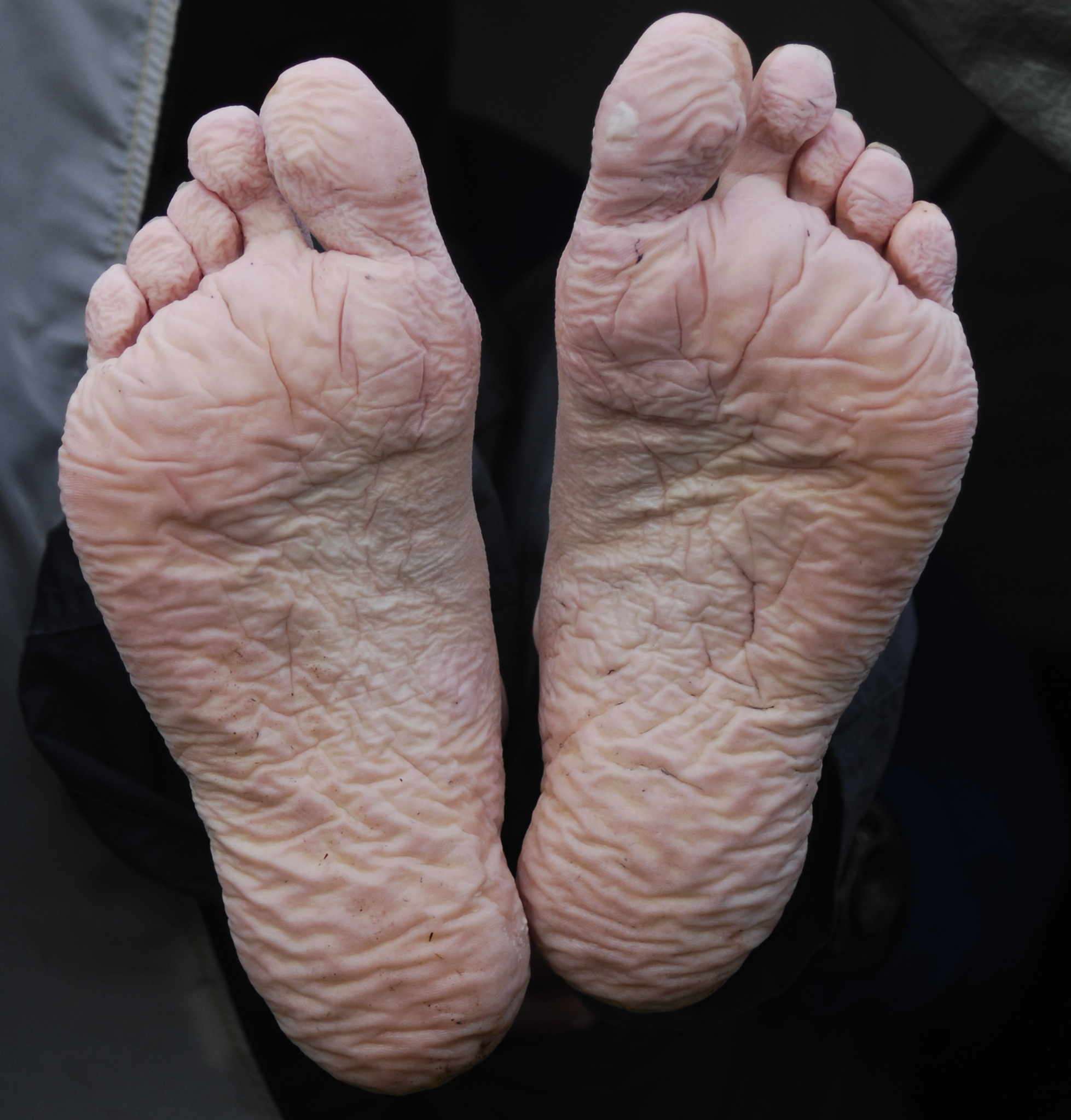
Stopa okopowa

Początkowe objawy często obejmują mrowienie lub swędzenie, które może przerodzić się w drętwienie. Stopy mogą stać się czerwone lub niebieskawe. W miarę pogarszania się stanu stopy mogą zacząć puchnąć i wydzielać zapach rozkładu. Powikłania mogą obejmować uszkodzenie skóry lub infekcję.
W zaawansowanych przypadkach często pojawiają się pęcherze i otwarte rany, które prowadzą do grzybicy. Charakteryzuje się silnym krótkotrwałym bólem, gdy czucie powraca.

## Leczenie
Przede wszystkim należy utrzymywać stopy w suchości, w celu ochrony nieuszkodzonej tkanki stóp i powstrzymania jej dalszego niszczenia się. Pomaga stosowanie emolientów.
Podstawą leczenia jest chirurgiczne oczyszczenie. Ciężkie przypadki mogą wymagać amputacji.
Samodzielne leczenie obejmuje zmianę skarpetek 2–3 razy dziennie i użycie dużej ilości proszku talku. Kiedy jest możliwe, trzeba zdjąć buty i skarpetki, umyć stopy przez pięć minut i osuszyć, nałożyć talk i unieść stopy, aby umożliwić dopływ powietrza.

## Historia
W okresie II wojny światowej bagatelizowana i często uznawana za samookaleczenie, za które groził sąd wojenny. Bardzo poważna w skutkach, grożąca zakażeniem i amputacją stopa okopowa podczas inwazji Aliantów we Francji wyłączyła z walki więcej żołnierzy niż niemieckie armaty 88 mm, moździerze i karabiny maszynowe. Zimą 1944–1945 trzeba było z tego powodu wycofać z linii frontu blisko czterdzieści pięć tysięcy żołnierzy.